# Jüdischer Friedhof Herschberg

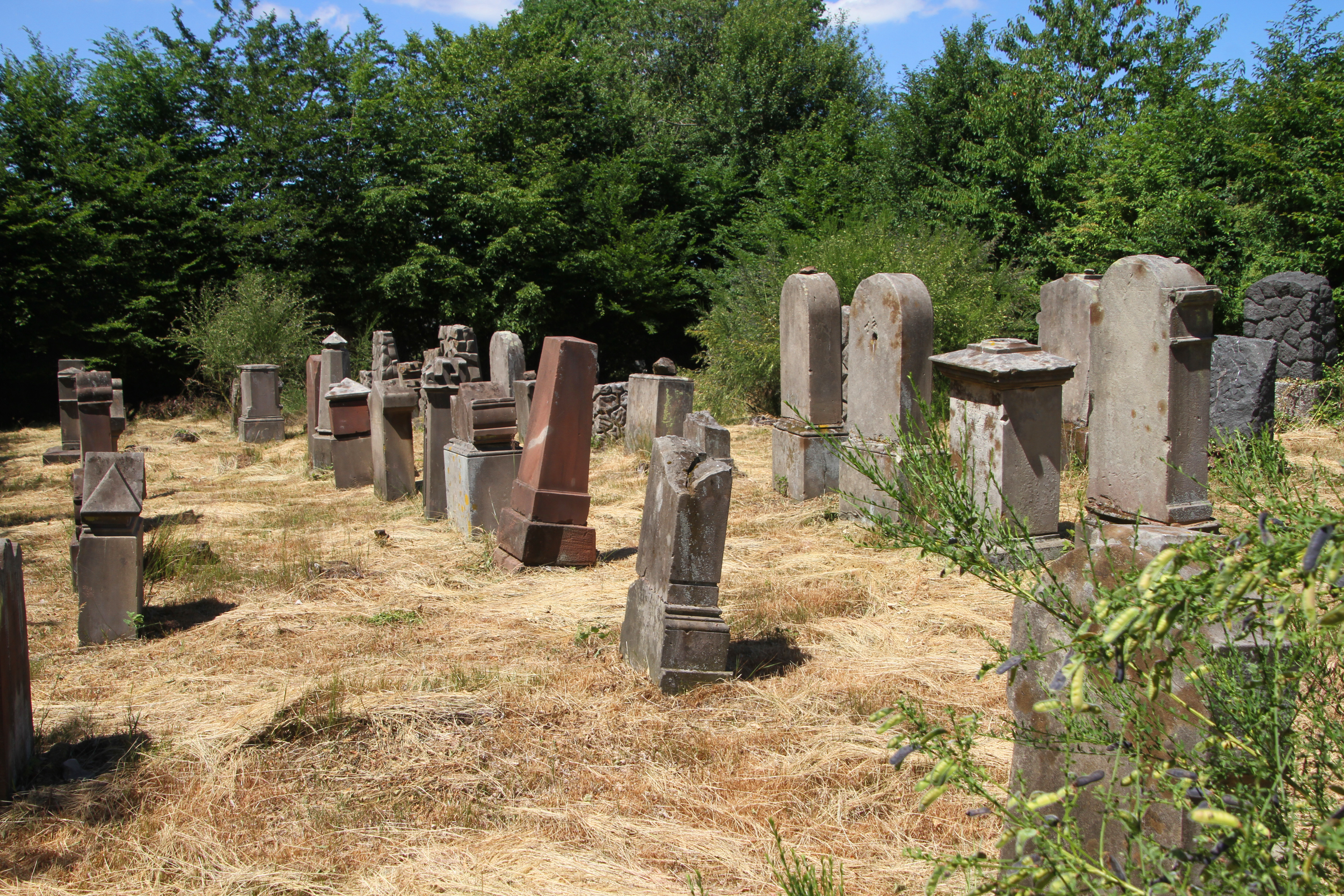
Jüdischer Friedhof Herschberg (2017)

Der Jüdische Friedhof Herschberg in der Ortsgemeinde Herschberg im Landkreis Südwestpfalz in Rheinland-Pfalz ist ein geschütztes Kulturdenkmal.
Der jüdische Friedhof liegt 500 m südwestlich der Ortslage in unmittelbarer Nähe des Gemeindefriedhofs an der Friedhofstraße. In den Jahren 1858 und 1870 wurde er erweitert.
Auf dem 3000 m² großen Friedhof, der schon 1736/37 in der Karte der Naudins als "cimetiere des juifs" eingetragen ist und bis 1929 belegt wurde, sind 217 Grabsteine erhalten, davon 139 Steine auf dem alten und 78 Steine auf dem neueren Teil. Der Begräbnisplatz wurde auch von den Juden in Landstuhl (bis 1896), Höheinöd, Saalstadt, Thaleischweiler, Oberhausen und Wallhalben genutzt.